# Sunius bicolor
Sunius bicolor – gatunek chrząszcza z rodziny kusakowatych i podrodziny żarlinków.
Gatunek ten został opisany w 1795 roku przez Charlesa Nicolasa François Oliviera jako Paederus bicolor.
Chrząszcz o ciele długości od 4 do 4,5 mm. Ubarwienie głowy jest czarnobrunatne z wiśniowym odcieniem, przedplecza koralowoczerwone, pokryw rdzawobrunatne z brunatną częścią środkową, czułków, aparatu gębowego i odnóży rdzawożółte, zaś odwłoka brunatnoczarne z jasnobrunatnymi tylnymi brzegami tergitów. Głowa jest pozbawiona mikrorzeźby, o odległości między oczami znacznie większej od długości skroni. Punktowanie głowy jest trochę gęściejsze niż u S. melanocephalus. Długość pokryw wyraźnie przekracza długość przedplecza. Odwłok samca ma piąty sternit na całej długości podłużnie wgnieciony i na tylnej krawędzi szeroko, kątowato wycięty.
Owad znany z Portugalii, Hiszpanii, Wielkiej Brytanii, Francji, Belgii, Holandii, Niemiec, Danii, Szwecji, Szwajcarii, Austrii, Włoch, Polski, Czech, Słowacji, Węgier, Ukrainy, Chorwacji, Bośni i Hercegowiny, Rumunii, Albanii, Macedonii, Grecji, Rosji, Bliskiego Wschodu i Kaukazu. Zasiedla wilgotne łąki, pola, pobrzeża wód słodkich i słonych oraz kserotermiczne zbocza. Bytuje pod gnijącymi szczątkami roślin, kamieniami, napływkami, morszczynami i w sąsiedztwie korzeni.